# Hryhorij Pedczenko
Hryhorij Mykołajowycz Pedczenko, ukr. Григорій Миколайович Педченко (ur. 3 stycznia 1955 we wsi Dorohynka, rejon fastowski, obwód kijowski) – ukraiński generał pułkownik, Szef Sztabu Generalnego Sił Zbrojnych Ukrainy od 31 maja 2010 do 18 lutego 2012.

## Życiorys
W latach 1973–1975 odbywał zasadniczą służbę wojskową w Siłach Zbrojnych ZSRR. W 1979 ukończył Moskiewską Wyższą Wojskową Szkołę Dowódczą imienia Rady Najwyższej ZSRR. W stopniu oficerskim służbę rozpoczął jako dowódca plutonu w Zabajkalskim Okręgu Wojskowym, pełniąc kolejne funkcje dowódcze aż do szefa sztabu batalionu.
W 1988 ukończył Akademię Wojskową im. Michaiła Frunzego. Od 1988 do 1993 pełnił służbę na stanowiskach dowódczych w Grupie Wojsk Radzieckich w Niemczech, aż do stanowiska dowódcy pułku.
Od 1993 pełni służbę w Siłach Zbrojnych Ukrainy. Od 1993 do 1994 był dowódcą brygady zmechanizowanej Karpackiego Okręgu Wojskowego. W 1996 ukończył fakultet operacyjno-strategiczny Akademii Sił Zbrojnych Ukrainy.
W latach 1996–1998 był dowódcą dywizji zmechanizowanej Północnego Dowództwa Operacyjnego Lądowych Sił Zbrojnych Ukrainy. Od 1998 do 2000 był inspektorem wojsk lądowych a następnie generalnym inspektorem wojsk lądowych, w obu przypadkach będąc jednocześnie zastępcą Głównego Inspektora Ministerstwa Obrony Ukrainy. Od 2000 do 2002 dowodził 8 armijnym korpusem Północnego Dowództwa Operacyjnego, a od 2002 do 2003 był szefem sztabu – pierwszym zastępcą dowódcy Północnego Dowództwa Operacyjnego Lądowych Sił Zbrojnych Ukrainy.
Od 2003 do 2005 stał na czele Południowego Dowództwa Operacyjnego Lądowych Sił Zbrojnych Ukrainy. Od 2006 do 2010 był członkiem Odeskiej Rady Regionalnej. Od 31 marca do 31 maja 2010 był pierwszym zastępcą Ministra Obrony Ukrainy.
Decyzją Prezydenta Ukrainy Nr 656/2010 z 31 maja 2010 został wyznaczony na stanowisko szefa Sztabu Generalnego – Głównodowodzącego Siłami Zbrojnymi Ukrainy.
18 lutego 2012 decyzją Prezydenta Ukrainy Nr 127/2012 został zdymisjonowany. Jego następcą został generał porucznik  Wołodymyr Zamana (Володимир Михайлович Замана).
Jest żonaty, ma dwie córki.

## Ordery i odznaczenia
- Order „Za służbę Ojczyźnie w Siłach Zbrojnych ZSRR” II i III stopnia